# 广东凤尾蕨
广东凤尾蕨（学名：Pteris guangdongensis）为凤尾蕨科凤尾蕨属下的一个种。其种加词“guangdongensis”意为“广东的”。